# جيمس بيلي فريزر
جيمس بيلي فريزر (بالإنجليزية: James Baillie Fraser)‏ (1783 - 1856 م) هو كاتب ورحالة، اسكتلندي.
لقد غادر جيمس بيلي فريزر موطنه الأصلي إسكتلندا وسافر إلى الهند عام 1813. وبعد فترة قصيرة وغير ناحجة من العمل بالتجارة في كولكاتا (كلكتا)، انضم جيمس إلى أخيه ويليام فريزر في رحلة استكشافية تهدف إلى العثور على منابع نهري جمنا والغانج، ولقد وثق جيمس الرحلة في يوميات جولة عبر جزء من سلسلة جبال هيمالايا المغطاة بالثلوج، والذي نُشر عام 1820. كان فريزر رساماً ماهراً صمم رسوماً تخطيطية وصوراً بأسلوب الأكْواتِنْت (الصبغ المائي) لأجزاء مختلفة من الهند، وقد رافق د. أندرو جوكس الموظف بشركة الهند الشرقية في مهمة دبلوماسية إلى بلاد فارس عام 1821.
توفي جوكس في أصفهان في نهاية عام 1821، ولكن فريزر استكمل الرحلة وقام بزيارة طهران ومشهد وتبريز ومدن أخرى قبل عودته إلى لندن. ثم سافر إلى المشرق وفارس والهند. ومن آثاره كتاب (رحلة فريزر إلى بغداد سنة 1834).

## من مؤلفاته
- رحلة فريزر إلى بغداد سنة 1834. ترجمة جعفر الخياط - طبع الدار العربية للموسوعات - بيروت 2006.

## وفاته
توفي عام 1856.